# Alejandro Davidovich Fokina
Davidovich  Fokina est un nom espagnol. Le premier nom de famille, en général paternel, est Davidovich ; le second, en général maternel, souvent omis, est Fokina.
Alejandro Davidovich Fokina, né le 5 juin 1999 à Malaga, est un joueur de tennis espagnol.

## Biographie
Alejandro Davidovich Fokina est le fils d'Eduard Davidovich, ancien boxeur russo-suédois, et de Tatiana Fokina, de nationalité russe.
Il commence le tennis à l'âge de 2 ans avec son père. Il s'entraîne depuis ses 11 ans avec Jorge Aguirre au Racket Club de Fuengirola.

## Carrière

### Parcours junior
Alejandro Davidovich Fokina joue sur le circuit junior à partir de 2015. Après avoir atteint les demi-finales à Roland-Garros en 2017, il remporte le tournoi junior de Wimbledon le mois suivant, et accède au 2e rang mondial.

### 2019-2020. Débuts en professionnel et 1/8 à l'US Open
En 2019, il remporte son premier tournoi Challenger en septembre à Séville puis un second en octobre à Liuzhou.
Le 21 janvier 2020, il remporte à l'Open d'Australie son premier match dans un tournoi du Grand Chelem contre Norbert Gombos. Peu après, il s'adjuge l'Open du Chili en double avec Roberto Carballés Baena. En septembre, il se qualifie pour les huitièmes de finale de l'US Open où il est battu par le no 7 mondial Alexander Zverev. En fin d'année, il atteint les demi-finales à Cologne et le 3e tour à Bercy où il bat Karen Khachanov.

### 2021. Quart de finale à Roland-Garros
En 2021, à Roland-Garros, après avoir écarté l’Argentin Federico Delbonis en huitièmes de finale (6-4, 6-4, 4-6, 6-4), il accède aux quarts de finale où il est battu par Alexander Zverev en trois sets.

### 2022. Finale à Monte-Carlo
En 2022, il élimine Novak Djokovic, alors numéro un mondial, au premier tour du Master 1000 de Monte-Carlo. Il accède ensuite à la finale, où il s'incline face à Stéfanos Tsitsipás.

### 2023. Demi-finale à l'Open du Canada
En mars 2023, il accède pour la première fois de sa carrière aux quarts de finale d'Indian Wells en éliminant le Chinois Wu Yibing, titré quelques semaines plus tôt à Dallas (6-4, 6-1), le récent demi-finaliste de l'Open d'Australie Karen Khachanov (6-3, 1-6, 6-4) et le qualifié Chilien Cristian Garín (6-3, 6-4). Il s'incline contre l'ex numéro un mondial Daniil Medvedev (3-6, 5-7) qui surfe sur une série de dix-sept victoires consécutives.
Mi-août, il gagne un premier match à l'Open du Canada avec la manière contre Jeffrey John Wolf (6-0, 6-2) puis écrase l'Allemand Alexander Zverev, ancien numéro trois mondial (6-1, 6-2). Confronté au troisième tour au Norvégien Casper Ruud, finaliste de l'US Open l'année passée et numéro cinq mondial, il parvient à l'écarter (7-6, 4-6, 7-6) et s'offre ainsi son premier Top 10 sur dur. En quarts de finale, il rencontre une autre surprise, l'Américain Mackenzie McDonald et le sort (6-4, 6-2) pour jouer sa deuxième demi-finale en Masters 1000 de sa carrière, la première sur dur contre un autre novice, Alex de Minaur, qui l'écarte, ne marquant que quatre jeux (1-6, 3-6).

### 2025. Demi-finale à Monte-Carlo, 1/8eà l'Open d'Australie, finales à Delray Beach, Acapulco et Washington
Il commence le premier Majeur de la saison, l'Open d'Australie par une victoire sur abandon contre le jeune Shang Juncheng (7-61, 5-2 ab.) avant de remonter un handicap de deux manches à zéro contre l'ancien numéro six Félix Auger-Aliassime (67-7, 65-7, 6-4, 6-1, 6-3) pour la première fois de sa carrière. Il parvient également pour la première fois au troisième tour du premier Grand Chelem de l'année. Confronté au jeune Tchèque Jakub Menšík, tombeur du sixième mondial Casper Ruud au tour précédent, il réussit l'exploit de renverser de nouveau le cours du jeu (3-6, 4-6, 7-67, 6-4, 6-2) en sauvant deux balles de match, parvenant en deuxième semaine d'un Majeur pour la première fois depuis près de deux ans et demi. Fatigué, il n'inscrit que trois jeux contre l'ancien demi-finaliste Tommy Paul (1-6, 1-6, 1-6) qui parvient grâce à cette victoire à intégrer le Top 10 pour la première fois de sa carrière.
Il confirme sa bonne forme en ce début de saison, écartant le repêché Taro Daniel (6-2, 7-62) à Delray Beach avant de dérouler en fin de match contre l'invité Mackenzie McDonald (6-2, 5-7, 6-0). Opposé au numéro quatre mondial, finaliste du dernier US Open et double tenant du titre Taylor Fritz, il remporte la rencontre en deux tie-breaks, gagnant ainsi son premier match de l'année contre un Top 10 avant d'écarter l'Italien Matteo Arnaldi (6-4, 6-4) dans le dernier carré. Cette victoire lui permet de disputer sa deuxième finale sur le circuit, la première sur dur, où il affronte une autre surprise du tournoi, le Serbe Miomir Kecmanović. Malgré un avantage conquis dans le premier set, il doit s'incliner (6-3, 1-6, 5-7), privé d'un premier titre en carrière.
Il a de nouveau l'occasion de remporter un trophée fin février à Acapulco, renversant le repêché Mattia Bellucci (1-6, 7-68, 6-2) et se débarrassant de Frances Tiafoe (6-3, 66-7, 6-3). Il joue en quarts de finale l'invité surprise Rodrigo Pacheco Méndez (6-2, 6-2) et bat en deux jeux décisifs le Canadien Denis Shapovalov, vainqueur à Dallas. Jouant sa troisième finale en carrière, il est encore battu à ce stade, par le Tchèque Tomáš Macháč, qui remporte son premier trophée en carrière (66-7, 2-6).
Il joue en avril le Masters 1000 de Monte-Carlo, premier tournoi sur terre battue de la saison européenne, et renverse au premier tour l'Américain Ben Shelton (62-7, 6-2, 6-1), demi-finaliste récent à l'Open d'Australie puis s'impose contre le terrien Tomás Martín Etcheverry (7-62, 6-3). Confronté au récent vainqueur d'Indian Wells et sixième joueur mondial Jack Draper, il crée la surprise (6-3, 66-7, 6-4) pour jouer son troisième quart de finale à Monte-Carlo en carrière. En terre monégasque, il continue son parcours en se débarrassant de l'Australien Alexei Popyrin (6-3, 6-2) mais termine logiquement sa route pour sa troisième demi-finale de Masters 1000 en carrière face à son jeune compatriote Carlos Alcaraz, vainqueur à Roland-Garros et Wimbledon la saison passée (62-7, 4-6). Il joue une troisième finale cette saison à Washington en juillet, effaçant son compatriote Jaume Munar (6-4, 6-2) puis le jeune Learner Tien (6-2, 6-2) qui dispute sa première saison pleine sur le circuit. Il s'offre de nouveau le numéro quatre mondial Taylor Fritz (7-63, 3-6, 7-5) puis le huitième Ben Shelton, demi-finaliste en début de saison à l'Open d'Australie (6-2, 7-5), gagnant deux matchs contre des Top 10 dans un même tournoi pour la première fois de sa vie. Premier Espagnol en finale en capitale américaine depuis Àlex Corretja 25 ans plus tôt, il obtient trois balles de match mais échoue une nouvelle fois à gagner une finale (7-5, 1-6, 63-7) contre le treizième au classement ATP, Alex de Minaur.

## Palmarès

### Finales en simple messieurs
| No | Date       | Nom et lieu du tournoi                     | Catégorie    | Dotation    | Surface      | Vainqueur          | Score          |          |
| -- | ---------- | ------------------------------------------ | ------------ | ----------- | ------------ | ------------------ | -------------- | -------- |
| 1  | 10-04-2022 | Rolex Monte-Carlo Masters, Monte-Carlo     | Masters 1000 | 5 415 410 € | Terre (ext.) | Stéfanos Tsitsipás | 6-3, 7-63      | Parcours |
| 2  | 10-02-2025 | Delray Beach Open, Delray Beach            | ATP 250      | 680 140 $   | Dur (ext.)   | Miomir Kecmanović  | 3-6, 6-1, 7-5  | Parcours |
| 3  | 24-02-2025 | Abierto Mexicano Telcel por HSBC, Acapulco | ATP 500      | 2 585 410 $ | Dur (ext.)   | Tomáš Macháč       | 7-66, 6-2      | Parcours |
| 4  | 21-07-2025 | Mubadala Citi DC Open, Washington          | ATP 500      | 2 396 115 $ | Dur (ext.)   | Alex de Minaur     | 5-7, 6-1, 7-63 | Parcours |

### Titre en double messieurs
| No | Date       | Nom et lieu du tournoi            | Catégorie | Dotation  | Surface      | Partenaire              | Finalistes                   | Score     |          |
| -- | ---------- | --------------------------------- | --------- | --------- | ------------ | ----------------------- | ---------------------------- | --------- | -------- |
| 1  | 24-02-2020 | Chile Dove Men+Care Open Santiago | ATP 250   | 604 010 $ | Terre (ext.) | Roberto Carballés Baena | Marcelo Arévalo Jonny O'Mara | 7-63, 6-1 | Parcours |

## Parcours dans les tournois duGrand Chelem

### En simple
| Année | Open d'Australie | Open d'Australie      | Internationaux de France | Internationaux de France | Wimbledon       | Wimbledon    | US Open         | US Open           |
| ----- | ---------------- | --------------------- | ------------------------ | ------------------------ | --------------- | ------------ | --------------- | ----------------- |
| 2019  | —                | —                     | 1er tour (1/64)          | Jordan Thompson          | —               | —            | —               | —                 |
| 2020  | 2e tour (1/32)   | Diego Schwartzman     | 2e tour (1/32)           | Andrey Rublev            | Annulé          | Annulé       | 1/8 de finale   | Alexander Zverev  |
| 2021  | —                | —                     | 1/4 de finale            | Alexander Zverev         | 1er tour (1/64) | Denis Kudla  | 1er tour (1/64) | Marco Trungelliti |
| 2022  | 2e tour (1/32)   | Félix Auger-Aliassime | 1er tour (1/64)          | Tallon Griekspoor        | 2e tour (1/32)  | Jiří Veselý  | 1/8 de finale   | Matteo Berrettini |
| 2023  | 2e tour (1/32)   | Tommy Paul            | 3e tour (1/16)           | Novak Djokovic           | 3e tour (1/16)  | Holger Rune  | 3e tour (1/16)  | Tommy Paul        |
| 2024  | 2e tour (1/32)   | Nuno Borges           | 2e tour (1/32)           | Casper Ruud              | —               | —            | 1er tour (1/64) | Rinky Hijikata    |
| 2025  | 1/8 de finale    | Tommy Paul            | 2e tour (1/32)           | Jiří Lehečka             | 3e tour (1/16)  | Taylor Fritz |                 |                   |

N.B. : à droite du résultat se trouve le nom de l'ultime adversaire.

### En double messieurs
| Année | Open d'Australie                                                                       | Open d'Australie | Internationaux de France                                                            | Internationaux de France                                                              | Wimbledon                                                                          | Wimbledon | US Open | US Open |
| ----- | -------------------------------------------------------------------------------------- | ---------------- | ----------------------------------------------------------------------------------- | ------------------------------------------------------------------------------------- | ---------------------------------------------------------------------------------- | --------- | ------- | ------- |
| 2021  | —                                                                                      | —                | 1er tour (1/32) S. Caruso \|\| style="text-align:left;" \| Rajeev Ram Joe Salisbury | 1er tour (1/32) S. Caruso \|\| style="text-align:left;" \| Kevin Krawietz Horia Tecău | —                                                                                  | —         |         |         |
| 2022  | 1er tour (1/32) Jaume Munar \|\| style="text-align:left;" \| Jason Kubler C. O'Connell | —                | —                                                                                   | —                                                                                     | —                                                                                  | —         | —       |         |
| 2023  | —                                                                                      | —                | —                                                                                   | —                                                                                     | 2e tour (1/16) A. Mannarino \|\| style="text-align:left;" \| Hugo Nys J. Zieliński | —         | —       |         |

N.B. : le nom du partenaire se trouve sous le résultat ; les noms des ultimes adversaires se trouvent à droite.

## Parcours dans lesMasters 1000
| Année | Indian Wells              | Miami             | Monte-Carlo                | Madrid                 | Rome                      | Canada                   | Cincinnati          | Shanghai          | Paris                        |
| ----- | ------------------------- | ----------------- | -------------------------- | ---------------------- | ------------------------- | ------------------------ | ------------------- | ----------------- | ---------------------------- |
| 2019  | —                         | —                 | —                          | 1er tour R. Gasquet    | —                         | —                        | —                   | —                 | —                            |
| 2020  | n.o.                      | n.o.              | n.o.                       | n.o.                   | 1er tour D. Lajović       | n.o.                     | —                   | n.o.              | 1/8 de finale D. Schwartzman |
| 2021  | 2e tour L. Harris         | —                 | 1/4 de finale S. Tsitsipás | 2e tour D. Medvedev    | 1/8 de finale N. Djokovic | 1er tour J. Isner        | 1er tour H. Hurkacz | n.o.              | 1er tour M. Čilić            |
| 2022  | 2e tour D. Shapovalov     | 1er tour S. Korda | Finale S. Tsitsipás        | 2e tour H. Hurkacz     | 2e tour F. Auger          | 1er tour D. Schwartzman  | 1er tour N. Kyrgios | n.o.              | 1er tour T. Fritz            |
| 2023  | 1/4 de finale D. Medvedev | 3e tour T. Paul   | 1er tour K. Khachanov      | 1/8 de finale B. Ćorić | 3e tour A. Rublev         | 1/2 finale A. de Minaur  | 2e tour N. Djokovic | 2e tour A. Fils   | 2e tour T. Griekspoor        |
| 2024  | 2e tour A. Fils           | 3e tour C. Ruud   | 1er tour S. Korda          | 3e tour A. Rublev      | 2e tour H. Medjedović     | 1/8 de finale M. Arnaldi | 1er tour F. Tiafoe  | 2e tour T. Macháč | —                            |
| 2025  | 1er tour M. McDonald      | 2e tour F. Tiafoe | 1/2 finale C. Alcaraz      | 3e tour A. Zverev      | 2e tour J. de Jong        | 1/8 de finale A. Rublev  | 2e tour J. Fonseca  |                   |                              |

N.B. : sous le résultat se trouve le nom de l’ultime adversaire.

## Victoires sur le top 10
Toutes ses victoires sur des joueurs classés dans le top 10 de l'ATP lors de la rencontre.
| Légende                          |
| Grand Chelem                     |
| Masters 1000                     |
| ATP 500                          |
| ATP 250                          |
| Coupe Davis Laver Cup United Cup |

| #  | A.D.F. | Tournoi      | Année | Surface      | Adversaire        | Rang  | Tour   | Score                     |
| -- | ------ | ------------ | ----- | ------------ | ----------------- | ----- | ------ | ------------------------- |
| 1  | no 58  | Monte-Carlo  | 2021  | Terre battue | Matteo Berrettini | no 10 | 1/16   | 7-5, 6-3                  |
| 2  | no 46  | Monte-Carlo  | 2022  | Terre battue | Novak Djokovic    | no 1  | 1/16   | 6-3, 65-7, 6-1            |
| 3  | no 37  | Wimbledon    | 2022  | Gazon        | Hubert Hurkacz    | no 10 | 1/64   | 7-64, 6-4, 5-7, 2-6, 7-68 |
| 4  | no 35  | Madrid       | 2023  | Terre battue | Holger Rune       | no 7  | 1/16   | 7-61, 5-7, 7-65           |
| 5  | no 37  | Toronto      | 2023  | Dur          | Casper Ruud       | no 5  | 1/8    | 7-64, 4-6, 7-64           |
| 6  | no 26  | United Cup   | 2024  | Dur          | Hubert Hurkacz    | no 9  | Poules | 3-6, 6-3, 6-4             |
| 7  | no 42  | Montréal     | 2024  | Dur          | Daniil Medvedev   | no 5  | 1/16   | 6-4, 1-6, 6-2             |
| 8  | no 60  | Delray Beach | 2025  | Dur          | Taylor Fritz      | no 4  | 1/4    | 7-64, 7-65                |
| 9  | no 42  | Monte-Carlo  | 2025  | Terre battue | Jack Draper       | no 6  | 1/8    | 6-3, 66-7, 6-4            |
| 10 | no 30  | Barcelone    | 2025  | Terre battue | Andrey Rublev     | no 8  | 1/8    | 7-5, 6-4                  |
| 11 | no 26  | Washington   | 2025  | Dur          | Taylor Fritz      | no 4  | 1/4    | 7-63, 3-6, 7-5            |
| 12 | no 26  | Washington   | 2025  | Dur          | Ben Shelton       | no 8  | 1/2    | 6-2, 7-5                  |

## Classements ATP en fin de saison
| Année          | 2015 | 2016 | 2017 | 2018 | 2019 | 2020 | 2021 | 2022 | 2023 | 2024 |
| Rang en simple | 1439 | 1037 | 455  | 231  | 87   | 52   | 50   | 31   | 26   | 61   |
| Rang en double | –    | 880  | 1215 | 967  | 953  | 225  | 239  | 413  | 583  | 866  |

Source : (en) Classements de Alejandro Davidovich Fokina sur le site officiel de la Fédération internationale de tennis